# Era una gioia appiccare il fuoco
Era una gioia appiccare il fuoco è un album musicale di Roberto Tardito, pubblicato nel 2014.

## L'album
L'album viene registrato tra febbraio e ottobre del 2013, con la produzione affidata allo stesso Tardito, affiancato per la prima volta da Fabrizio Barale e, per l'ultima, dallo storico coproduttore Alessandro Mino. La maggior parte dei musicisti presenti nel disco aveva preso parte all'ultimo disco e all'ultimo tour di Ivano Fossati.
Il lavoro è caratterizzato da una maggior durezza dei testi (Roberto non è in casa, Severamente vietato, Tagliamo la corda e Mela marcia) ma anche da alcuni particolari esperimenti lirici (La ferita).

## Tracce
Testi e musiche di Roberto Tardito.
1. Era una gioia appiccare il fuoco – 3:06
2. Roberto non è in casa – 4:59
3. Severamente vietato – 3:15
4. Ora come ora (L'artigiano del ferro lavorato) – 4:01
5. La ferita – 4:02 (testo: Roberto Tardito, Paolo Scantamburlo)
6. Comme une fleur avant la saison – 3:30
7. Gaia – 3:56
8. Tagliamo la corda! – 3:52
9. Coppia con la testa piena di nuvole – 4:45
10. Mela marcia – 3:20
11. Se c'è una cosa che amo – 2:37

## Formazione
- Fabrizio Barale – chitarra elettrica, lap steel guitar
- Claudio Fossati – batteria, percussioni
- Riccardo Galardini – chitarre acustiche, chitarre classiche, charango, vihuela messicana
- Max Gelsi – basso elettrico, basso acustico
- Guido Guglielminetti – basso elettrico, contrabbasso
- Simone Lombardo – cornamusa
- Milen Slavov – fisarmonica
- Roberto Tardito – voce, pianoforte, chitarre  acustiche, percussioni, armonica, sonorizzazioni

## Produzione
- Fabrizio Barale – mix, mastering
- Alessandro Mino – copertina
- Elena Massarenti – fotografia